# Glashütte (Sachsen)
Glashütte település Németországban, azon belül Szászország tartományban. Lakosainak száma 6581 fő (2023. december 31.). Glashütte Kreischa, Müglitztal, Liebstadt, Altenberg, Schmiedeberg, Dippoldiswalde és Rabenau községekkel határos. Óragyártásáról híres.

## Népesség
A település népességének változása:
| Lakosok száma | 6701 | 6705 | 6693 | 6657 | 6581 |
|               | 2017 | 2019 | 2021 | 2022 | 2023 |

## Gazdaság
A város gazdasági életében kulcsszerepet játszik az óragyártás, amely többek között olyan világszerte jegyzett luxusóramárkákkal dicsekedhet, mint az A. Lange & Söhne vagy a Glashütte Original.
A település óragyártói ábécésorrendben:
- A. Lange & Söhne
- Bruno Söhnle Uhrenatelier Glashütte
- C. H. Wolf
- Glashütte Original
- Moritz Grossmann
- Nautische Instrumente Mühle Glashütte
- NOMOS
- Tutima
- Union Glashütte
- Wempe Chronometerwerke